# Acción telecompartida
La acción telecompartida es un formato de creación a distancia por medio de la telemática. Para esto, se hace necesario el uso de tecnologías derivadas de los sistemas de telecomunicaciones, robótica y realidad virtual. El objetivo de estas sesiones es producir de manera colaborativa una obra o contenido artístico entre dos o más usuarios en tiempo real. En estas conexiones los usuarios comparten todo tipo de ficheros e información audiovisual o sensorial por medio de hardware y software. A través de estas herramientas se recogen y ponen en común diversas manifestaciones artísticas en tiempo real. El resultado de una acción telecompartida es una creación en coautoría entre usuarios conectados a la red donde cada uno de ellos es, al mismo tiempo, cliente y servidor (nodo).

## Experiencias
El término acciones telecompartidas, propio del territorio de la cibercultura, fue creado a fines del año 2004 por la artista multimedia Sara Malinarich durante el desarrollo del proyecto de arte y nuevas tecnologías, Órbita, presentado en el Museo de las Ciencias de Castilla-La Mancha, España, durante el coloquio internacional Teatralidad y Resistencia. del año 2005, organizado por la Universidad Castilla La-Mancha.
Después de una primera experiencia -que unió a artistas de Europa y Latinoamérica- se formalizó una nueva propuesta llamada INTACT, Interfaz para la Acción Telecompartida con amplias miras en el campo de la creación a distancia, con fines educativos, de investigación y experimentación. Esto le concedió a la acción telecompartida un espacio en centros de investigación en el campo del arte y la tecnología tales como Fundación CESGA, MIDE (Museo Internacional de Electrografía de Cuenca) y la Facultad de Bellas Artes de la Universidad de Castilla-La Mancha.
Durante los últimos años, se han realizado numerosas actuaciones simultáneas bajo este formato, en diferentes países y ciudades del mundo, tales como, Suecia (Lünd), Santiago de Chile, España (Cuenca, Asturias, Valencia), Francia (París). 
Entre las acciones telecompartidas más importantes se encuentra Nidos y Nodos realizada en Santiago de Compostela, en el Centro de Supercomputación de Galicia (Fundación CESGA). En esa ocasión, los artistas participantes (Ernesto García, Sara Malinarich y Vicente Pastor) plantearon una interacción en tiempo real desde distintos puntos de dicho centro, utilizando para ello el sistema de videoconferencia multipunto Access Grid, así como aplicaciones en línea del laboratorio de net.art Trans-Meet, bajo la dirección artística de Manuel Terán.